# کوپیسک
شهر کوپیسک (به روسی: Копейск) در کشور روسیه و در اوبلاست چلیابینسک واقع شده‌است.